# Sylvestermatrix
In der Algebra ist die Sylvestermatrix zu zwei Polynomen eine spezielle mit den Koeffizienten der Polynome besetzte Matrix, deren Determinante die Resultante der Polynome ergibt. Sie ist nach dem britischen Mathematiker James J. Sylvester benannt.

## Definition
Sei {\displaystyle R} ein kommutativer Ring. Für zwei Polynome {\displaystyle f} und {\displaystyle g} aus dem Polynomring {\displaystyle R[X]} mit
{\displaystyle f=\sum _{i=0}^{m}f_{i}X^{i}} und {\displaystyle g=\sum _{i=0}^{n}g_{i}X^{i}}
vom Grad {\displaystyle m,n\geq 1} heißt die quadratische {\displaystyle (m+n)}-Matrix 
{\displaystyle \operatorname {Syl} (f,g)={\begin{pmatrix}f_{m}&&\cdots &&f_{0}&&&\\&f_{m}&&\cdots &&f_{0}&&\\&&\ddots &&&&\ddots &\\&&&f_{m}&&\cdots &&f_{0}\\g_{n}&&\cdots &&g_{0}&&&\\&g_{n}&&\cdots &&g_{0}&&\\&&\ddots &&&&\ddots &\\&&&g_{n}&&\cdots &&g_{0}\\\end{pmatrix}}}
die Sylvestermatrix zu {\displaystyle f} und {\displaystyle g}. In der Darstellung sind nicht spezifizierte Koeffizienten als Null zu verstehen.

## Eigenschaften
Für {\displaystyle 0\leq i\leq j\leq m+n} sei {\displaystyle M_{ji}} die Matrix, die aus der Sylvestermatrix durch Streichung der letzten {\displaystyle j} Zeilen von {\displaystyle f}-Koeffizienten, der letzten {\displaystyle j} Zeilen von {\displaystyle g}-Koeffizienten sowie der letzten {\displaystyle 2j+1} Spalten mit Ausnahme der {\displaystyle (m+n-i-j)}-ten hervorgeht. Das Polynom
{\displaystyle S_{j}(f,g)=\sum _{i=0}^{j}\left(\det M_{ji}\right)\,X^{i}}
ist dann die {\displaystyle j}-te Subresultante von {\displaystyle f} und {\displaystyle g}; ihr Leitkoeffizient
{\displaystyle \operatorname {psc} _{j}(f,g)=\det M_{jj}}
ist der {\displaystyle j}-te Hauptsubresultantenkoeffizient. Der {\displaystyle 0}-te Hauptsubresultantenkoeffizient
{\displaystyle \operatorname {res} (f,g)=\det \operatorname {Syl} (f,g)}
schließlich ist die Resultante von {\displaystyle f} und {\displaystyle g}.

## Bedeutung
Die Hauptsubresultantenkoeffizienten haben eine wichtige Bedeutung als „Gradmesser“ des größten gemeinsamen Teilers von Polynomen: Der Grad von {\displaystyle \operatorname {ggT} (f,g)} für zwei Polynome ungleich 0 über einem kommutativen faktoriellen Integritätsring ist genau das kleinste {\displaystyle k\geq 0} mit {\displaystyle \operatorname {psc} _{k}(f,g)\neq 0}.